# Neomystroceros widagdoi
Neomystroceros widagdoi är en skalbaggsart som beskrevs av Alexis och Delpont 1998. Neomystroceros widagdoi ingår i släktet Neomystroceros och familjen Cetoniidae. Inga underarter finns listade i Catalogue of Life.